# Zrnulovité

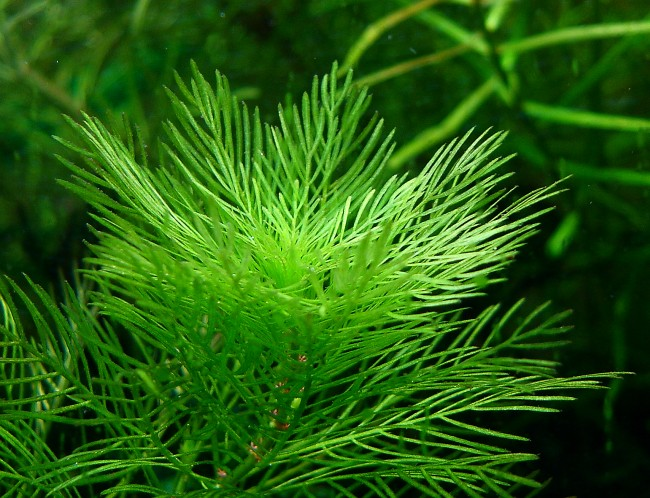
Stolístek Myriophyllum matogrossense

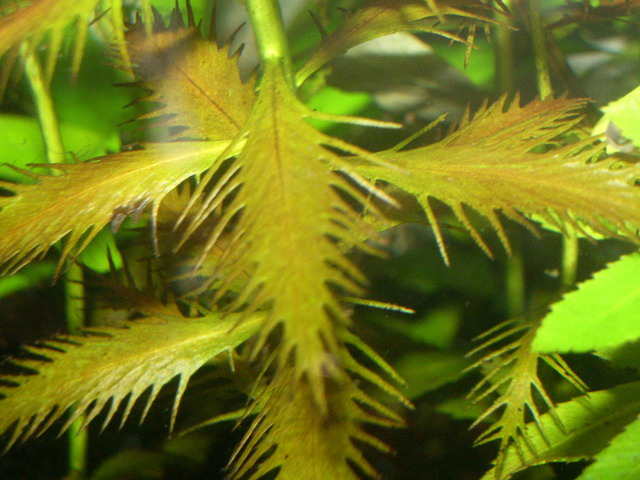
Proserpinaca palustris

Zrnulovité (Haloragaceae) je čeleď vyšších dvouděložných rostlin z řádu lomikamenotvaré (Saxifragales). Jsou to převážně vodní byliny se vstřícnými nebo přeslenitými listy a pravidelnými drobnými květy v klasech. Čeleď zahrnuje asi 145 druhů v 9 rodech a je rozšířena po celém světě. Nejznámějším zástupcem je stolístek.

## Popis
Vytrvalé nebo zřídka i jednoleté vodní byliny, méně často suchozemské byliny až polokeře s přeslenitými,
vstřícnými nebo vzácněji střídavými listy bez palistů. Rostliny jsou jednodomé nebo dvoudomé, s jednopohlavnými nebo výjimečně oboupohlavnými květy. Čepel listů je jednoduchá nebo zpeřeně členěná, celokrajná nebo zubatá. Květy jsou pravidelné, drobné, jednotlivé nebo v úžlabních klasech. Kališní i korunní lístky v počtu 2 až 4 nebo chybějí. Tyčinek je 4 nebo 8. Gyneceum je spodní, synkarpní, ze 4 nebo 2 plodolistů s 1 až 2 vajíčky. Plodem je peckovice nebo poltivý plod (schizokarp) rozpadající se na jednosemenné plůdky (oříšky).

## Rozšíření
Čeleď zahrnuje 8 až 9 rodů a asi 145 druhů. Rozšíření je kosmopolitní s těžištěm na jižní polokouli, zejména v Austrálii.

## Ekologické interakce
Květy jsou opylovány převážně větrem.

## Taxonomie
V dřívějších systémech byla čeleď Haloragaceae dávána do přímé příbuznosti s čeledí Gunneraceae,
případně s ní i spojována. Výsledky molekulárních studií taxonomické skupiny APG tuto příbuznost nepotvrdily.

## Význam
Některé druhy rodu stolístek (Myriophyllum) jsou invazivní rostliny v jezerech.
Zástupci rodů stolístek a trojuška Proserpinaca se pěstují jako akvarijní rostliny.

## Zástupci
- hranuška (Gonocarpus)
- stolístek (Myriophyllum)
- trojuška (Proserpinaca)
- zrnula (Haloragis)[1]

## Seznam rodů
Glischrocaryon (včetně Haloragodendron), Gonocarpus, Haloragis, Laurembergia, Myriophyllum (včetně Meziella), Proserpinaca, Trihaloragis